# Michele Taruffo
Michele Taruffo (Vigevano, Lombardía; 12 de febrero de 1943-Milán, 10 de diciembre de 2020) fue un jurista y profesor italiano cuya especialidad era el derecho procesal. Fue profesor de la Università degli Studi di Pavia desde 1965 (en calidad de profesor ordinario desde 1976), hasta su jubilación en 2013. Sus obras, fundamentalmente en derecho procesal, han sido traducidas al castellano, al inglés y al portugués.
Por otro lado, desde 2005 fue nombrado miembro correspondiente de la Academia Nacional de los Linces, en la Sección VI, correspondiente a Ciencias Jurídicas. Además de manuales de derecho procesal y comentarios al código de procedimiento civil, sus mayores contribuciones se encuentran en el ámbito del razonamiento probatorio y las pruebas judiciales.

## Biografía
Taruffo nació en 1943 en Vigevano y estudió derecho (giurisprudenza) en la Università degli Studi di Pavia. Aunque pretendía dedicarse a la filosofía del derecho, fue el iusfilósofo Amedeo Conte quien le sugirió elaborar una tesis sobre los aspectos lógicos de la sentencia, para lo cual le recomendó acercarse al profesor ordinario de derecho procesal civil, Vittorio Denti. Denti le acogió en su grupo y se convirtió en profesor de la materia. Hacia 1976 obtuvo la plaza de profesor ordinario, que ocupó hasta su jubilación, enseñando derecho procesal civil y derecho procesal comparado. Comenzó escribiendo reseñas de sentencias para la Rivista di diritto processuale (fundada por Giuseppe Chiovenda y Francesco Carnelutti), y pronto sus libros adquirieron notoriedad, no solo entre los procesalistas, sino también entre los iusfilósofos, con los que tuvo fluido diálogo (especialmente con Giovanni Tarello, de la Universidad de Génova). 
Por sus posiciones teóricas, debatió permanentemente con autores como Franco Cipriani, Bruno Cavallone o Girolamo Monteleone, y fuera de Italia con el español Juan Montero Aroca o el argentino Adolfo Alvarado Velloso.

## Influencias
Michele Taruffo perteneció al prestigioso Collegio Ghislieri, de Pavía, mientras estudió su laurea en derecho en la universidad de esa ciudad. En la Universidad fue discípulo directo del procesalista Vittorio Denti.  En el ámbito iusfilosófico, recibió la influencia de Amedeo Conte y Uberto Scarpelli, quien por pocos años enseñó en esa universidad del norte de Italia. Posteriormente recibió las influencias indirectas de Mauro Cappelletti, Giovanni Tarello e incluso del polaco Jerzy Wróblewski.

## Vinculaciones académicas

### Universidades
Además de su trabajo académico en la Universidad de Pavía, donde fue profesor ordinario desde 1976, fue profesor visitante de varias universidades europeas, estadounidenses (Cornell y California) y latinoamericanas (Pontificia Universidad Católica de Chile, Universidad Nacional Autónoma de México, Universidad de Medellín, entre otras), así como investigador de la Càtedra de Cultura Jurídica de la Universidad de Gerona, en España.  A finales de los años noventa, le fue ofrecido un puesto en la Universidad Cornell, que no aceptó. 
En mayo de 2021 se hizo donación de su biblioteca de trabajo (aproximadamente 13500 volúmenes) a la Universidad de Gerona.

### Asociaciones
Taruffo perteneció a la Academia Nacional de los Linces y fue miembro de la Asociación Italiana de Estudiosos del Derecho procesal, de la Academia Italiana de Derecho comparado, de la Sociedad Italiana de Filosofía Jurídica y Política. Por fuera de Italia, además, fue miembro del American Law Institute (para el cual fue redactor principal, con Geoffrey C. Hazard, del proyecto sobre principios y reglas del proceso civil transnacional), de la Asociación Internacional de Derecho Procesal-IAPL, del Instituto Brasileño de Derecho Procesal y de la Asociación Henri Capitant de Amigos de la Cultura Jurídica Francesa. Desde su fundación, también fue profesor adjunto del Institute of Evidence Law and Forensic Science.

## Honoris causay homenajes
Michele Taruffo recibió doctorados honoris causa de las universidades de Medellín (Colombia), Mayor de San Marcos (Perú), Católica del Perú (Perú), Privada de Tacna (Perú), Upagu (Perú), Inca Garcilaso de la Vega (Perú), Nacional de San Agustín (Perú), Continental (Perú) y Austral de Chile (Chile). En el año 2013 recibió de su universidad la medalla de oro, por haberse jubilado tras prestar más de 25 años de servicio ininterrumpido al ateneo de Pavía. En el mismo año 2013, la Fondazione Enrico Redenti (de Bolonia, Italia), entregó el premio del mismo nombre a Taruffo, como reconocimiento a su obra. 
En el año 2015, la Universidad de Gerona realizó el congreso Un jurista plurisdisciplinar: en torno al pensamiento de Michele Taruffo en homenaje este jurista; de ese congreso es resultado el libro Debatiendo con Taruffo coordinado por Jordi Ferrer Beltrán y Carmen Vázquez. Así mismo, en la Universidad de Alicante se defendió una tesis doctoral en torno a su pensamiento, dirigida por Manuel Atienza y Daniel González Lagier. Esta misma universidad publicó una sección en su homenaje, en el número 44 de la revista Doxa. En 2019 fue homenajeado por el Tribunal Superior de Medellín (Colombia). En 2020 se publicó en Argentina el volumen Verdad, justicia y derecho, que recoge las ponencias de un congreso realizado en Buenos Aires en 2015 para discutir sus ideas. En diciembre de 2021 se realizó en la Universidad de Salamanca el congreso Las nuevas fronteras del derecho procesal. Homenaje a Michele Taruffo. Ese mismo año 2021 se publicó en Colombia el volumen Homenaje a Michele Taruffo. Un jurista del futuro. En 2024 se publicaron los volúmenes Proceso, prueba y decisión. Un homenaje a Michele Taruffo, bajo la dirección de Giovanni Priori y Renzo Cavani, en Perú, y La giustizia della decisione fra presente e futuro, bajo la dirección de Cinzia Gamba (que recoge las ponencias del congreso en recuerdo de Michele Taruffo, realizado el 17 de marzo de 2023 en Pavía), en Italia.